# Wegkreuz (Seubrigshausen; Wenkheimer Weg)

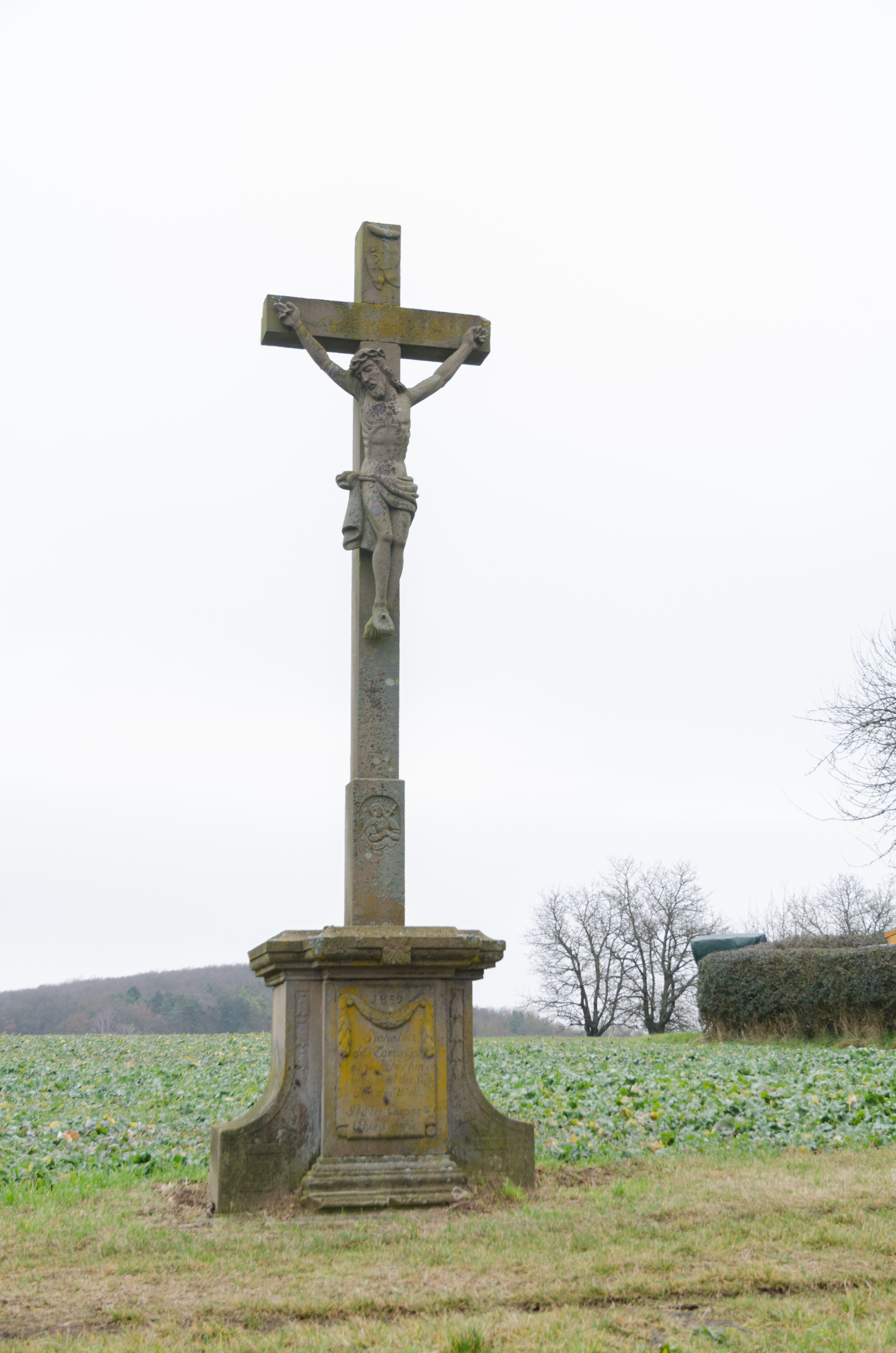
Wegkreuz in Seubrigshausen, Wenkheimer Weg

Das Wegkreuz Wenkheimer Weg befindet sich in Seubrigshausen, einem Gemeindeteil des Marktes Münnerstadt im unterfränkischen Landkreis Bad Kissingen am Wenkheimer Weg an der Straße nach Großwenkheim.
Das Wegkreuz gehört zu den Baudenkmälern von Münnerstadt und ist unter der Nummer D-6-72-135-209 in der Bayerischen Denkmalliste registriert.

## Beschreibung
Das Wegkreuz besteht aus Sandstein und entstand im Jahr 1832.
Der Sockel ist 50 cm hoch und trägt folgende Inschrift:

„1832

Siehe hier das Lamm Gottes

welches hinwegnimmt

die Sünden der Welt.

Stifter Caspar Erhard dahier.“

Der 3 m hohe Kreuzesstamm trägt einen Korpus und eine INRI-Inschrift. Der Kreuzesstamm trägt am unteren verstärkten Teil eine Mater-dolorosa-Darstellung in einem vertieften ovalen Feld.